# سیارک ۴۴۸۲
سیارک ۴۴۸۲ (به انگلیسی: 4482 Frerebasile، نامگذاری:1986RB) چهار هزار و چهارصد و هشتاد و دومین سیارک کشف شده‌است که در ۱ سپتامبر ۱۹۸۶ کشف شد.
قدر مطلق سیارک برابر ۱۲٫۸۰ است.